# Ганс Барон
Ганс Барон (22 червня 1900 – 26 листопада 1988)  був німецько-американським істориком політичної думки та літератури. Його головним внеском в історіографію того періоду було введення в 1928 році терміна «громадянський гуманізм» (що позначає більшу частину, якщо не весь зміст класичного республіканізму ). 

## Життя та кар'єра
Барон народився в Берліні в єврейській родині, був учнем ліберального протестантського богослова Ернста Трьольча. Після приходу Гітлера до влади в 1933 році він виїхав з Німеччини, спочатку до Італії та Англії, а потім у 1938 році до Сполучених Штатів. Він став натуралізованим громадянином США у 1945 р. Працював бібліотекарем, науковим співробітником і бібліографом у бібліотеці Ньюберрі з 1949 по 1965 рр., був заслуженим науковим співробітником Ньюберрі до 1970 р., коли вийшов на пенсію, а також багато років викладав у Чиказькому університеті. У 1964 році був обраний членом Американської академії мистецтв і наук.
Його найважливіша праця «Криза раннього італійського Відродження» (1955) теоретично обґрунтовує, що загроза вторгнення до флорентійського міста-держави Джан Галеаццо Вісконті з Мілану мала драматичний вплив на їхнє уявлення про спрямованість історії. Раніше вірячи в те, що добро обов'язково перемагає, деякі флорентійські мислителі почали думати інакше, коли дізналися про неминучу загибель Флорентійської республіки від рук Мілану. Барон теоретизував, що саме цей зсув у розумінні дозволив пізнішим мислителям, таким як Нікколо Макіавеллі, сформулювати свою думку про те, що вільні держави потребують політично реалістичного світогляду для того, щоб вижити.

## Роботи
- Calvin Staatsanschauung und das konfessionalle Zeitalter (Berlin; Munich: R. Oldenbourg, 1924).
- Leonardo Bruni Aretino. Humanistisch-philosophische Schriftten (Leipzig; Berlin: B.G. Teubner, 1928; 1969).
- The Crisis of the Early Italian Renaissance: civic humanism and republican liberty in an age of classicism and tyranny (Princeton: 1955; 1966).
- Humanistic and Political Literature in Florence and Venice at the beginning of the quattrocento; studies in criticism and chronology (Cambridge: Harvard Univ. Press, 1955; 1968).
- Fifteenth-century civilisation and the Renaissance in New Cambridge Modern History, vol. 1 The Renaissance, 1493–1520 (Cambridge Univ. Press, 1957)
- From Petrarch to Bruni; studies in humanistic and political literature (Chicago: 1968).
- Petrarch’s Secretum: its making and its meaning (Cambridge, Mass.: Medieval Academy of America, 1985).
- In Search of Florentine Civic Humanism : essays on the transition from medieval to modern thought, 2 vols. (Princeton: 1988).

## Зовнішні посилання
- Hans Baron on Machiavelli's intellectual development